# سد موريل
سد موريل يقع بالقرب من قرية كانكاريا في مدينة لالسوت، بمقاطعة داوسا. جف السد حاليا، يستخدم القرويون هذه الأرض للزراعة.

## الجغرافيا
الإحداثيات: 26°39'34«شمال 76°13'14» شرق